# Isohypsibius altai
Espèce
Isohypsibius altai est une espèce de tardigrades de la famille des Isohypsibiidae.

## Distribution
Cette espèce est endémique de Mongolie.

## Description
L'holotype mesure 260,3 µm.

## Étymologie
Son nom d'espèce lui a été donné en référence au lieu de sa découverte, les monts Altaï.

## Publication originale
- Kaczmarek & Michalczyk, 2006 : The Tardigrada fauna of Mongolia (Central Asia) with a description of Isohypsibius altai sp. nov. (Eutardigrada: Hypsibiidae). Zoological Studies, vol. 45, no 1, p. 11-23 (texte intégral).